# 27è Festival Internacional de Cinema de Canes
El 27è Festival Internacional de Cinema de Canes es va dur a terme del 9 al 24 de maig de 1974. La Palma d'Or fou atorgada a The Conversation de Francis Ford Coppola.

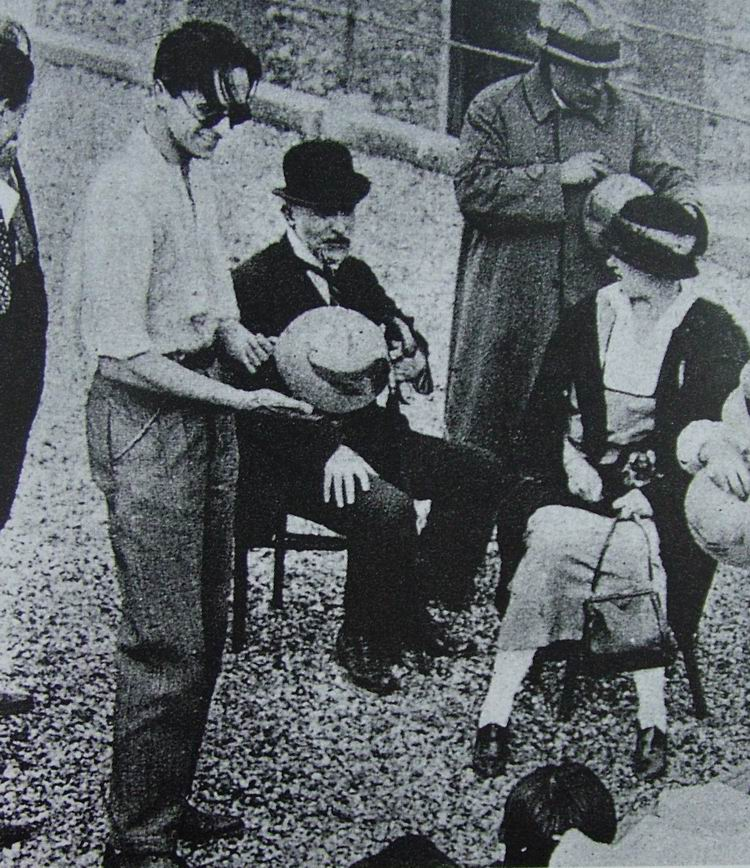
René Clair (esquerra), President del jurat

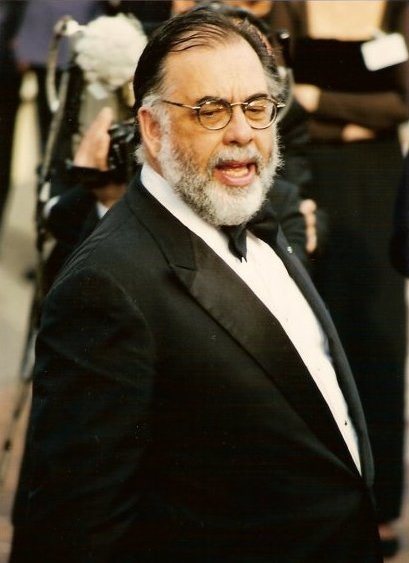
Francis Ford Coppola, Grand Prix International du Festival

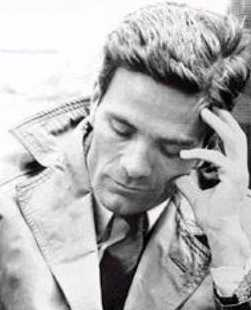
Pier Paolo Pasolini, Grand Prix Spécial du Jury

El festival va obrir amb Amarcord, de Federico Fellini i va tancar amb S*P*Y*S, d'Irvin Kershner.

## Jurat
Les següents persones foren nomenades per formar part del jurat en l'edició de 1974:
Pel·lícules
- René Clair (França) President
- Jean-Loup Dabadie (França)
- Kenne Fant (Suècia)
- Félix Labisse (França)
- Irwin Shaw (EUA)
- Michel Soutter (Suïssa)
- Monica Vitti (Itàlia)
- Alexander Walker (UK)
- Rostislav Iurenev (URSS)

## Selecció oficial

### En competició – pel·lícules
Les següents pel·lícules competiren pel Grand Prix International du Festival:
- Angst essen Seele auf de Rainer Werner Fassbinder
- Il fiore delle Mille e una notte de Pier Paolo Pasolini
- La cage aux ours de Marian Handwerker
- Macskajáték de Károly Makk
- The Conversation de Francis Ford Coppola
- Abu el-Banat de Moshé Mizrahi
- Garam Hawa de M. S. Sathyu
- Himiko de Masahiro Shinoda
- El santo oficio d'Arturo Ripstein
- Sovsem propaixtxi de Guiorgui Danelia
- Saat el Fahrir Dakkat, Barra ya Isti Mar de Heiny Srour
- The Last Detail de Hal Ashby
- Poslednata duma de Binka Jeliazkova
- Mahler de Ken Russell
- Milarepa de Liliana Cavani
- The Nickel Ride de Robert Mulligan
- The Nine Lives of Fritz the Cat de Robert Taylor
- Il était une fois dans l'est d'André Brassard
- Les autres de Hugo Santiago
- La prima Angélica de Carlos Saura
- Delitto d'amore de Luigi Comencini
- Stavisky... d'Alain Resnais
- The Sugarland Express de Steven Spielberg
- Symptoms de José Ramón Larraz
- Thieves Like Us de Robert Altman
- Les violons du bal de Michel Drach

### Pel·lícules fora de competició
Les següents pel·lícules foren seleccionades per ser projectades fora de competició:
- 1789 d'Ariane Mnouchkine
- Amarcord de Federico Fellini
- Toute une vie de Claude Lelouch
- Birds Do It, Bees Do It de Nicolas Noxon, Irwin Rosten
- Entr'acte de René Clair
- The Homecoming de Peter Hall
- Les Grandes Manoeuvres de René Clair
- Henry Miller, Poète Maudit de Michèle Arnault
- Lancelot du Lac de Robert Bresson
- Once de Mort Heilig
- Parade de Jacques Tati
- Picasso, L'Homme et Son Oeuvre d'Edward Quinn
- S*P*Y*S d'Irvin Kershner
- Le Trio Infernal de Francis Girod

### Curtmetratges en competició
Els següents curtmetratges competien per Palma d'Or al millor curtmetratge:
- Akvarium  de Zdenka Doitcheva
- Another Saturday Night de Steven B. Poster, Mik Derks
- Carnet trouvé chez les fourmis de Georges Senechal
- Hunger de Peter Foldes
- I stala sie swiatlosc de Jerzy Kalina
- Jocselekedetek de Béla Vajda
- Leonarduv denik de Jan Švankmajer
- O sidarta de Michel Jakar
- Ostrov de Fyodor Khitruk

## Seccions paral·leles

### Setmana Internacional dels Crítics
Els següents llargmetratges van ser seleccionats per ser projectats per a la tretzena Setmana de la Crítica (13e Semaine de la Critique):
- A Bigger Splash de Jack Hazan (Gran Bretanya)
- De part en part de Grzegorz Królikiewicz (Polònia)
- El espíritu de la colmena de Víctor Erice (Espanya)
- Hearts and Minds de Peter Davis (Estats Units)
- L'heure de la libération a sonné de Heiny Srour (Líban)
- I.F.Stone’s Weekly de Jerry Bruck Jr (Estats Units)
- La Paloma de Daniel Schmid (Suïssa)
- La Tierra prometida de Miguel Littín (Xile)
- Der Tod des Flohzirkusdirektos de Thomas Koerfer (Suïssa)

### Quinzena dels directors
Les següents pel·lícules foren exhibides en la Quinzena dels directors de 1974 (Quinzaine des Réalizateurs):
- A Noite Do Espantalho de Sergio Ricardo (Brasil)
- A Rainha Diaba d'Antonio Carlos Fontura (Brasil)
- Au-delà des sables de Radu Gabrea (Romania)
- Céline et Julie vont en bateau de Jacques Rivette (França)
- Contra la Razon y por la Fuerza (doc.) de Carlos Ortiz Tejeda (Mèxic)
- La Coupe à 10 francs de Philippe Condroyer (França)
- Les Dernières Fiançailles de Jean-Pierre Lefèbvre (Canadà)
- Erica Minor de Bertrand Van Effenterre (Suïssa)
- La Expropriación de Raul Ruiz (Xile)
- Die Auslieferung de Peter von Gunten (Suïssa)
- Gelegenheitsarbeit einer Sklavin d'Alexander Kluge (RFA)
- Hay que matar al general d'Enrique Urteaga (Xile)
- Iko Shashvi Mgalobeli d'Otar Iosseliani (URSS)
- Il pleut toujours où c'est mouillé de Jean-Daniel Simon (França)
- Lars Ole, 5C de Nils Malmrös (Dinamarca)
- Let Mrtve Ptice de Zivojin Pavlovic (Iugoslàvia)
- Manifest d'Antonis Lepeniotis (Àustria)
- Mean Streets de Martin Scorsese (Estats Units)
- The Migrants de Tom Gries (Estats Units)
- L'invenzione di Morel d'Emidio Greco (Itàlia)
- Padatik de Mrinal Sen (India)
- Processo Per Direttisima de Lucio De Caro (Itàlia)
- Il Saprofita de Sergio Nasca (Itàlia)
- Sweet Movie de Dusan Makavejev (Canadà - França - RFA)
- Uira de Gustavo Dahl (Brasil)
- Vai Travalhar Vagabundo de Hugo Carvanna (Brasil)
- La Vérité sur l'imaginaire passion d'un inconnu de Marcel Hanoun (França)

Curtmetratges
- L'Agression de Frank Cassenti (França)
- Au nom de Jésus de José Rodrigues Dos Santos, Gérard Loubeau (Costa d'Ivori)
- Brainwash de Ronald Bijlsma (Països Baixos)
- Film sur Hans Bellmeer de Catherine Binet (França)
- Liberté-Jean de Jean-Michel Carré (França)
- Une puce sur un no man's land de Marie-France Molle (França)
- Stillborn de Ladd Mc Portlan] (Estats Units)
- Winda de Jerzy Kucia (Polònia)

## Premis

### Premis oficials
Els guardonats en les seccions oficials de 1974 foren:
- Grand Prix du Festival International du Film: The Conversation de Francis Ford Coppola
- Grand Prix Spécial du Jury: Il fiore delle Mille e una notte de Pier Paolo Pasolini
- Millor guió: Hal Barwood, Matthew Robbins i Steven Spielberg per The Sugarland Express
- Millor actriu: Marie-José Nat per Les violons du bal
- Millor actor: Jack Nicholson per The Last Detail i Charles Boyer per Stavisky...

Curtmetratges
- Grand Prix International du Festival: Ostrov de Fyodor Khitruk
- Premi del Jurat: Hunger by Peter Foldes

### Premis independents
FIPRESCI
- Premi FIPRESCI:
  - Angst essen Seele auf de Rainer Werner Fassbinder (en competició)
  - Lancelot du Lac de Robert Bresson (declinà) (fora de competició)

Commission Supérieure Technique
- Gran Premi Tècnic: Mahler de Ken Russell

Jurat Ecumènic
- Premi del Jurat Ecumènic: Angst essen Seele auf fde Rainer Werner Fassbinder
- Jurat Ecumènic - Menció Especial: The Conversation de Francis Ford Coppola[12]

## Mèdia
- INA: Obertura del Festival de 1974 (francès)